# Senior (motorfiets)
Senior is een historisch merk van motorfietsen.
De bedrijfsnaam was: Ditta Motocicli Bonzi e Marchi, Milano.
Senior was een Italiaans merk dat vanaf 1913 296- en 330cc-eencilinders en 499cc-V-twins leverde. De blokken kwamen van het in Italië populaire Zwitserse merk Moser, maar bij het uitbreken van de Eerste Wereldoorlog in 1914 werd de productie gestaakt.